# Regentenstraße 105 (Mönchengladbach)

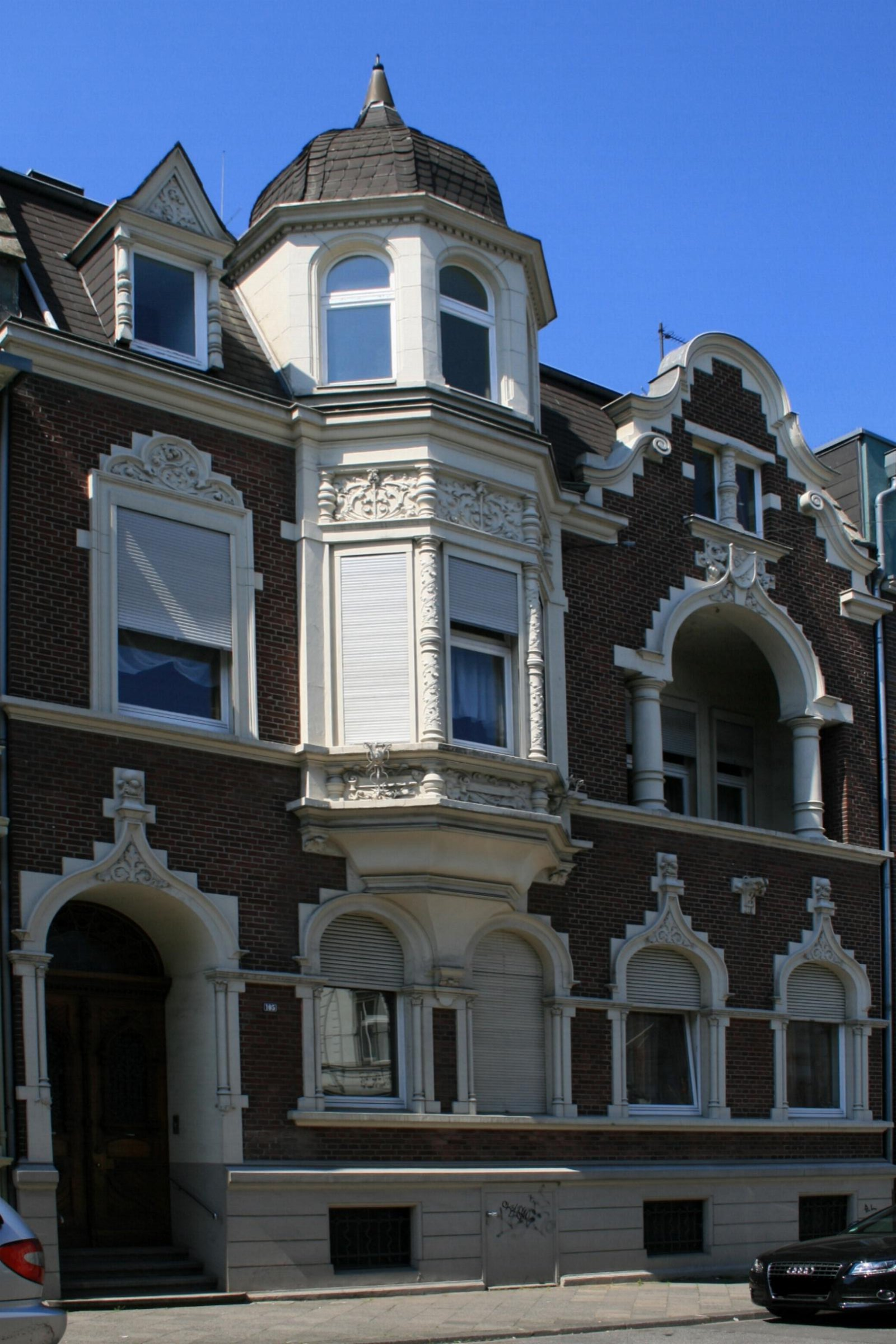
Wohnhaus (2010)

Das Wohnhaus Regentenstraße 105 steht im Stadtteil Eicken in Mönchengladbach (Nordrhein-Westfalen).
Das Gebäude wurde um die Jahrhundertwende erbaut. Es wurde unter Nr. R 053 am 17. Mai  1989 in die Denkmalliste der Stadt Mönchengladbach eingetragen.

## Lage
Das Gebäude liegt an der Nordseite der Regentenstraße in Eicken in einer historischen Baugruppe ähnlicher Häuser. 

## Architektur
Bei dem Haus handelt es sich um ein traufenständiges, zweigeschossiges, differenziert-mehrachsiges Gebäude mit Turmerker, Blendgiebel und Laube.
Das um die Jahrhundertwende in einem Mischstil von Spätgotik und Renaissance gehaltene Bauwerk ist Bestandteil eines geschlossenen historischen Ensembles. Mit seinem Turmerker, der Laube und der spätgotisierenden Dekoration bildet das Haus einen straßenbildprägenden Blickpunkt.